# Kōji Uno
Kōji Uno (宇野 浩二, Uno Kōji, 26 juillet 1891 - 21 septembre 1961) est un nouvelliste et écrivain japonais de renom.

## Biographie
Uno naît à Fukuoka de parents originaires de la classe des samouraï. Son grand-père est capitaine de police et son père enseignant. Après la mort de son père quand Uno a quatre ans, sa famille perd toutes ses économies en spéculant sur le marché boursier. Quand Uno a huit ans, il est envoyé vivre avec sa grand-mère et un oncle à Sōemonchō tandis que sa mère devient serveuse. Il vit là, à côté du quartier Dōtonbori des divertissements, parmi les geisha, les prostituées, les perruquiers, et les joueurs, tandis qu'il fréquente l'école élémentaire Rikugun 1899-1901. Il fréquente le collège Tennōji  où il apprend à lire l'anglais et fait connaissance avec l’œuvre de Nicolas Gogol. En 1910 il s'installe à Tokyo pour étudier la littérature anglaise à l'université Waseda, où il lit la poésie symboliste et les modernistes russes dont Leonid Andreïev, Mikhaïl Artsybachev, Constantin Balmont, Alexandre Kouprine, Fiodor Sologoub et Boris Konstantinovich Zaytsev.
À 28 ans, Uno publie son premier ouvrage important, « Dans le magasin », dont le style familier et ironique est critiqué comme « désinvolte » et « populaire ». Après sept années de maladie mentale et de silence, (1927-1933), ses écrits sont plus conventionnels et Uno participe à la vie littéraire de l'époque. Pendant la Seconde Guerre Mondiale, il écrit des essais sur la vie littéraire au cours de l'ère Taishō (1912-1926).
En 1950, il est lauréat du prix Yomiuri pour son roman Omoigawa (思ひ川, « Flux de pensée ») publié en 1948, et très apprécié en 1951 pour sa biographie critique de l'écrivain Ryūnosuke Akutagawa. En 1953, il fait campagne pour la libération de 20 ouvriers communistes accusés d'avoir saboté un train de marchandises de la Japanese National Railways. Il publie deux romans en leur nom, et effectue une tournée en Chine en 1956, sur invitation personnelle de Zhou Enlai. 
Uno meurt de tuberculose pulmonaire.

## Source de la traduction
- (en) Cet article est partiellement ou en totalité issu de l’article de Wikipédia en anglais intitulé « Kōji Uno » (voir la liste des auteurs).